# Triplophysa longibarbata
Triplophysa longibarbata és una espècie de peix de la família dels balitòrids i de l'ordre dels cipriniformes.

## Morfologia
- Cos incolor i sense escates.
- Els mascles poden assolir els 5,5 cm de longitud total.
- Absència d'ulls.
- Musell punxegut.
- Aleta pectoral llarga, estreta i estenent-se gairebé fins a l'origen de la pelviana, la qual arriba una mica més enllà de l'anus.
- 11 radis tous a l'aleta dorsal i 7-8 a l'anal.
- Aleta dorsal amb 8 radis ramificats, anal amb 6, pelviana amb 6 i caudal amb 16.[5][6]

## Hàbitat i distribució geogràfica
És un peix d'aigua dolça, subterrani, bentopelàgic i de clima subtropical, el qual es troba a la Xina.